# Andreas Argyrou
Andreas Argyrou (Nicosia, 14 januari 1990) is een Cypriotisch voetbalscheidsrechter. Hij is in dienst van FIFA en UEFA sinds 2022. Ook leidt hij sinds 2018 wedstrijden in de A Divizion.
Op 7 oktober 2018 leidde Argyrou zijn eerste wedstrijd in de Cypriotische nationale competitie. Tijdens het duel tussen AEL Limasol en Alki Oroklini (5–1) trok de leidsman tweemaal de gele kaart. In Europees verband debuteerde hij tijdens een wedstrijd tussen Pen-y-Bont en FC Santa Coloma in de eerste voorronde van de UEFA Europa Conference League; het eindigde in 1–1 en de scheidsrechter gaf drie spelers geel. Zijn eerste interland floot hij op 4 juni 2024, toen Slovenië met 2–1 won van Armenië door doelpunten van Jan Mlakar en Josip Iličić en een tegentreffer van Varazdat Harojan. Tijdens deze wedstrijd deelde Argyrou aan drie spelers een gele kaart uit.

## Interlands
| Datum       | Plaats              | Wedstrijd          | Uitslag | Competitie        | Kreeg geel | Kreeg voor de tweede keer geel en dus rood | Weggestuurd |
| ----------- | ------------------- | ------------------ | ------- | ----------------- | ---------- | ------------------------------------------ | ----------- |
| 4 juni 2024 | Ljubljana, Slovenië | Slovenië – Armenië | 2 – 1   | Vriendschappelijk | 3          | 0                                          | 0           |

Laatst bijgewerkt op 26 juni 2024.